# Lembos
Un lembos ou lembus (en grec ancien λέμβος / Lembos), « chaloupe, petit navire », est un navire rapide et maniable utilisé principalement par les Illyriens durant l'Antiquité. Il peut également s'agir d'un terme générique couvrant une gamme de petits navires utilisés à des fins civiles et militaires.

## Caractéristiques
L'origine du terme grec lembos (lemboi au pluriel), attesté dans les sources littéraires au IVe siècle av. J.-C., serait illyrienne. Le terme a été latinisé pour devenir lembus (lembi au pluriel).
Embarcation petite, rapide et maniable, n'avançant qu'à la rame et sans éperon, le lembos est capable de transporter cinquante hommes en plus des rameurs, au nombre de seize ou dix-huit. Il n'est ponté qu'aux extrémités, pour une longueur de 12 à 18 m, pour une largeur 3 à 4 m. Les distances à parcourir par les pirates illyriens rendent caduques l'utilisation d'une grande cale ou d'une voilure. Leur légèreté permet de les haler sur la plage. Seuls les lemboi de faibles dimensions, tirés par une paire d'avirons, sont utilisés pour la navigation fluviale. Certains lemboi peuvent atteindre une taille suffisante pour transporter vingt prisonniers et deux chevaux.

## Histoire
Selon Pline l'Ancien, le limbus serait une invention des Cyrénéens perfectionnée ensuite par les Illyriens. Les Lembos sont couramment cités par les sources grecques et romaines :
- Diodore de Sicile mentionne leur présence durant le siège de Rhodes en 305 av. J.-C.
- Polybe mentionne qu'ils sont utilisés par les pirates illyriens au IIIe siècle av. J.-C.
- Polybe et Tite-Live mentionnent que les Macédoniens les utilisent durant la guerre contre Rome : Philippe V ordonne la construction de 100 lemboi par des Illyriens afin de transporter ses troupes ; puis il les fait agrandir pour en faire des navires birèmes, certains étant même équipés de béliers. Polybe écrit qu'à la même époque les Romains les utilisent également.
- Tite-Live écrit qu'ils sont présents dans les flottes séleucides et spartiates au IIIe siècle av. J.-C.

Les sources mentionnent également que les lemboi sont utilisés pour la navigation privée et le transport de troupes :
- Plaute écrit qu'ils sont utilisés en Grèce au IVe siècle av. J.-C. comme chaloupe entre la côte et les gros navires.
- Jules César emploie le terme lembulus pour désigner un petit lembos servant au transport de troupe.
- Ils sont aussi employés pour la pêche au filet.

## Piraterie illyrienne
Les lemboi sont surtout connus pour avoir été utilisés par les pirates illyriens, à la fois rameurs et combattants, du sud de la mer Adriatique au IIIe siècle av. J.-C., sous les règnes d'Agron et de teuta, la « reine des pirates ». Au nord de l'Adriatique, le navire le plus courant est le liburne qui provient des Liburniens et qui deviendra le principal navire de guerre léger dans les premières flottes impériales romaines. Les deux navires s'avèrent différents contrairement à une tradition historique essentiellement erronée. 
Le lembos apparaît sur des pièces de monnaie illyriennes des communautés du sud de l'Adriatique, qui sont alors politiquement liées au royaume illyrien, comme les Labeates, les Daorses, et dans les villes de Scodra et Lissos.

## Archéologie
En 2007 a été mis au jour deux lemboi en Bosnie-Herzégovine, au fond du lac Desilo qui dans l'Antiquité est relié à la rivière Neretva. Ce site se trouve dans la région des Daorses, une tribu illyrienne hellénisée qui au IIIe siècle av. J.-C. pratique la piraterie. Ces lemboi sont les premiers à avoir été retrouvés. Longs de 12 m et larges de 4 m, ils dateraient d'environ 200 avant notre ère. Une autre campagne de fouilles a révélé des dizaines d'autres bateaux au fond du lac, la présence de quais et un site d'occupation illyrien.